# Heinhard Steiger
Heinhard Steiger (* 11. Juni 1933 in Ratibor; † 28. Juli 2019) war ein deutscher Rechtswissenschaftler. Er war von 1971 bis 2001 Inhaber des Lehrstuhls für Öffentliches Recht, Recht der Internationalen Organisationenen, Völkerrecht, Europarecht, Umweltrecht und Völkerrechtsgeschichte an der Universität Gießen.

## Leben
Heinhard Steiger wurde 1933 in Ratibor geboren. Von 1953 bis 1957 studierte er in Freiburg im Breisgau, Paris und Münster. Dem schloss sich 1958/59 ein Masterstudium an der Harvard University an. Anschließend promovierte er 1963 in Münster mit der Schrift Staatlichkeit und Überstaatlichkeit. Es folgte 1970 die Habilitation ebenfalls in Münster bei Hans Ulrich Scupin zum Thema Organisatorische Grundlagen des parlamentarischen Regierungssystems. 1971 folgte eine Tätigkeit als Dozent, ab 1972 als wissenschaftlicher Rat. 
1975 erhielt Steiger einen Ruf als ordentlicher Professor an die Justus-Liebig-Universität Gießen an den Lehrstuhl für Öffentliches Recht, Recht der internationalen Organisationen, Völkerrecht, Europarecht, Umweltrecht und Völkerrechtsgeschichte, den er bis zu seiner Emeritierung 2001 innehatte. Steiger war Gastprofessor an den Universitäten Toulouse und Limoges.
Steiger war Mitglied in der Vereinigung für Verfassungsgeschichte.

## Schriften (Auswahl)
- Staatlichkeit und Überstaatlichkeit. Eine Untersuchung zur rechtlichen und politischen Stellung der europäischen Gemeinschaften. Duncker & Humblot, Berlin 1966 (zugleich: Dissertation).
- Organisatorische Grundlagen des parlamentarischen Regierungssystems. Eine Untersuchung zur rechtlichen Stellung des Deutschen Bundestages. Duncker & Humblot, Berlin 1973 (zugleich: Münster, Universität, Habilitationsschrift).
- Mensch und Umwelt. Zur Frage der Einführung eines Umweltgrundrechts. Schmidt, Berlin 1975.
- Umweltkompetenz des europäischen Parlaments. Schmidt, Berlin 1977.
- mit Otto Kimminich: Umweltschutzrecht und -verwaltung in der Bundesrepublik Deutschland Luxemburg/London 1976.
- Von der Staatengesellschaft zur Weltrepublik? Aufsätze zur Geschichte des Völkerrechts aus vierzig Jahren. Nomos, Baden-Baden 2009.
- Die Ordnung der Welt. Eine Völkerrechtsgeschichte des karolingischen Zeitalters (741 bis 840). Böhlau, Köln u. a. 2010, ISBN 978-3-412-20418-1.
- Universalität und Partikularität des Völkerrechts in geschichtlicher Perspektive. Aufsätze zur Völkerrechtsgeschichte 2008–2015. Nomos, Baden-Baden 2015.